# Irisbus
Iveco Bus (v preklosti Irisbus) je italijanski proizvajalec avtobusov. Sedež podjetja je v Lyonu, Francija. Podjetje Iveco ima sicer sedež v Torinu, Italija. 
Maja 2013 so podjetje preimenovali v Iveco Bus
Iveco je del konglomerata CNH Global..

## Tovarne
Glavne tovarne:
- Suzzara, Italija
- Vysoké Mýto, Češka
- Annonay, Francija

Tovarne, kjer izdelujejo dele:
- Arad, Romunija
- Brescia, Italija
- "Sofim" Foggia, Italija
- SPA Torino, Turino, Italija
- Valladolid, Španija
- Venissieux, blizu Lyona, Francija
- Rorthais (Deux-Sèvres), Francija
- Changzhou, Kitajska
- Mumbaj, Indija
- Minas Gerais, Brazilija
- Córdoba (Argentina), Argentina
- Transgór Mysłowice Poljska
- Irex Sosnowiec, Poljska
- Senai, Malezija

## Avtobusi

### Trenutni
- Daily - minibus,
- Happy - minibus
- Midway - midibus
- Midys - midibus
- Midirider
- Euromidi
- Europolis - midibus,
- Citybus
- Citelis 12
- Citelis 18 - gibljivi avtobus
- Citelis Line - intercity avtobus
- Recreo - linijski/šolski avtobus
- Crossway - linijski/šolski avotbus
- Arway - linijski avtobus
- Evadys H
- Evadys HD
- Domino HD
- Domino HDH
- Magelys -

- Civis - troljebus
- Cristalis - troljebus
- Hynovis, hibridni avtobus[6][7]
- Scholabus 25 - šolski avtobus

### V preteklosti
- EuroClass -
- Irisbus Agora
  - Agora Line
- Axer
- Ares N
- Ares N15
- Iliade H
- Iliade HD
- Moowy
- EuroRider
- CityClass 10.8 m/12 m
- CityClass 18 m -